# Roman Lewicki (językoznawca)
Roman Zbigniew Lewicki – polski językoznawca, profesor nauk humanistycznych.

## Życiorys
W 1977 ukończył studia filologiczne na Uniwersytecie Leningradzkim, w 1984 obronił pracę doktorską, w 1994 habilitował się na podstawie pracy zatytułowanej Konotacja obcości w przekładzie. W 2003 uzyskał tytuł profesora nauk humanistycznych. Został zatrudniony na Uniwersytecie Marii Curie-Skłodowskiej w Lublinie i w Państwowej Szkole Wyższej im. Papieża Jana Pawła II w Białej Podlaskiej.
Jest członkiem Komitetu Słowianoznawstwa PAN.